# Theo van der Horst

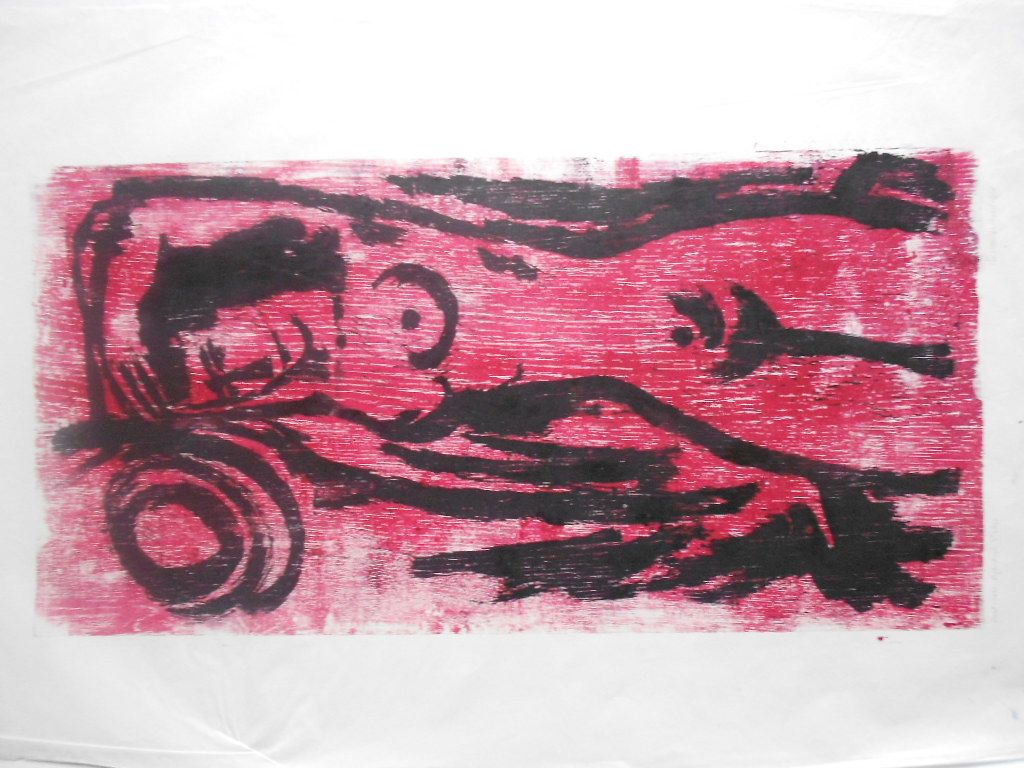
Linogravure

Theodoor (Theo) van der Horst (né le 18 juillet 1921 à Arnhem, Pays-Bas, et mort dans la même ville le 9 octobre 2003 ) était un artiste peintre, sculpteur, graphiste et vitrailliste néerlandais,.
Van der Horst peignait des personnes, des animaux et des paysages dans un style expressionniste. En plus des peintures à l'huile, il a fait des gravures, des dessins, des aquarelles, des sculptures et des vitraux. Il exposa dans les années 1970 dans les galeries et les musées puis il choisit de vivre en ermite. Il est décédé en octobre 2003 à l'âge de 82 ans à Arnhem.
Theo van der Horst a reçu les prix suivants : 
- 1954 : Prijs van de Provincie Zeeland (watersnoodschilderij)[3] (Prix de la province de Zélande (peinture à l'inondation))
- 1954 : Arnhemse prijs voor de beeldende kunst[4] (Prix d'Arnhem pour les arts visuels)
- 1962 : Quarles van Uffordprijs voor schilderkunst (œuvre)[1] (Prix Quarles van Ufford pour la peinture (œuvre))